# 同學
同學，又稱同窗或同儕，是有共同學習環境的一群學生。例如在學校求學時可小分為同校同學、同級同學和同班同學等。同學一般指曾經於同一時間在學的人。而在共同學校的人都可稱為同學。
一般而言同學友誼是比較純樸，沒有重大的利益權力的競爭。因此不少人與同學成為好友，甚至知己、密友。

## 相關
- 校園霸凌

## 作品
- 《春田花花同學會》
- 《我們這一班》
- 《同班同學》

## 延伸阅读
《欽定古今圖書集成·明倫彙編·交誼典·同學部》，出自陈梦雷《古今圖書集成》| 小作品圖示 | 这是一篇與教育或教育學相關小作品。您可以编辑或修订扩充其内容。 |